# Bund der Jugend der Deutschen Minderheit

Logo vom Bund der Jugend der Deutschen Minderheit

Der Bund der Jugend der Deutschen Minderheit (kurz: BJDM) ist die Jugendorganisation der Deutschen Minderheit in Polen. Der BJDM hat seinen Sitz in Oppeln und ist Mitglied des Netzwerks Jugend Europäischer Volksgruppen.
Neben dem Vorstandsbüro in Oppeln hat der BJDM mehrere Ortsgruppen und hat derzeit insgesamt rund 2000 Mitglieder. Vorsitzende des Bundes ist seit 2016 Katrin Koschny. Die Jugendorganisation bringt die Vierteljahreszeitschrift "Antidotum" raus.
Der BJDM wurde 1992 gegründet. Seit 1998 ist er Mitglied im europäischen Netzwerk Jugend Europäischer Volksgruppen (JEV).

## Ziele und Tätigkeiten
Der BJDM hat es sich u. a. zur Aufgabe gemacht die deutsche Kultur, Sprache und Identität in Polen zu pflegen, zu fördern und bekannt zu machen, karitative Tätigkeiten zu fördern, ihre Mitglieder und Gruppenleiter aus- und weiterzubilden und internationale Jugendaustausche zu organisieren.
Darunter fallen u. a. Sprachkurse, EDV-Kurse, diverse Schulungen und Workshops, Jugendkonferenzen, das "Große Schlittern" – eine Freizeitaktion mit Schlittschuhlaufen für Kinder, Konzerte, Studienreisen.

## Vorstand
- Vorsitzende: Weronika Koston
- Stellv. Vorsitzende: Andrea Pownuk
- Stellv. Vorsitzender: Joanna Ratuszna
- Schatzmeister: Patryk Lisek
- Sekretär: Lukas Czellnik
- Vorstandsmitglieder: Kasper Piechtzek, Weronika Kordaczuk, Magdalena Buczek, Marek Ozimek[1]